# Todsfelder Tal
Das Todsfelder Tal ist ein Tal im Gemeindegebiet der oberfränkischen Stadt Gräfenberg im Landkreis Forchheim in Bayern.

## Lage
Das etwa 1,5 Kilometer lange Tal liegt im Naturpark Fränkische Schweiz-Veldensteiner Forst und verläuft in West-Ost-Richtung. Es beginnt in Thuisbrunn, einem Ortsteil der Stadt Gräfenberg und endet im Hohenschwärzer Graben. Das Areal ist Bestandteil des Landschaftsschutzgebietes (LSG) Fränkische Schweiz – Veldensteiner Forst im Regierungsbezirk Oberfranken (LSG-Nr. 00556.01; WDPA-Nr. 396107) und des Fauna-Flora-Habitat-Gebiets (FHH) Wiesent-Tal mit Seitentälern (FFH-Nr. 6233-371; WDPA-Nr. 555521422).

## Beschreibung
Die Hänge des Tals werden von Mischwäldern dominiert. Bei Thuisbrunn befinden sich Trocken- und Halbtrockenrasenhänge mit spärlichem, aber gleichmäßigem Bewuchs. Im Talgrund fließt der Wasserwiesenbach, der auch Thuisbrunner Bach genannt wird und in den Hohenschwärzer Graben mündet. Im unteren Teil hat der Bach einige sehenswerte Kalktuffterrassen ausgebildet. Die Seiten des Tales werden von hoch aufragenden Kalksteinfelsen gebildet und sind, vor allem die Brüchige Wand, ein beliebtes Klettergebiet. Einige Felsen sind als Geotope und Naturdenkmäler ausgewiesen:
- Madonnafelsen, Felsturm
- Kapuzinerfelsen, Felswand
- Wächterfelsen, Felsturm
- Heidenstein (Thuisbrunner Block), Felsturm

## Zugang
Das Tal ist ganzjährig frei zugängig und durch markierte Wanderwege wie den Frankenweg gut erschlossen.

## Bilder

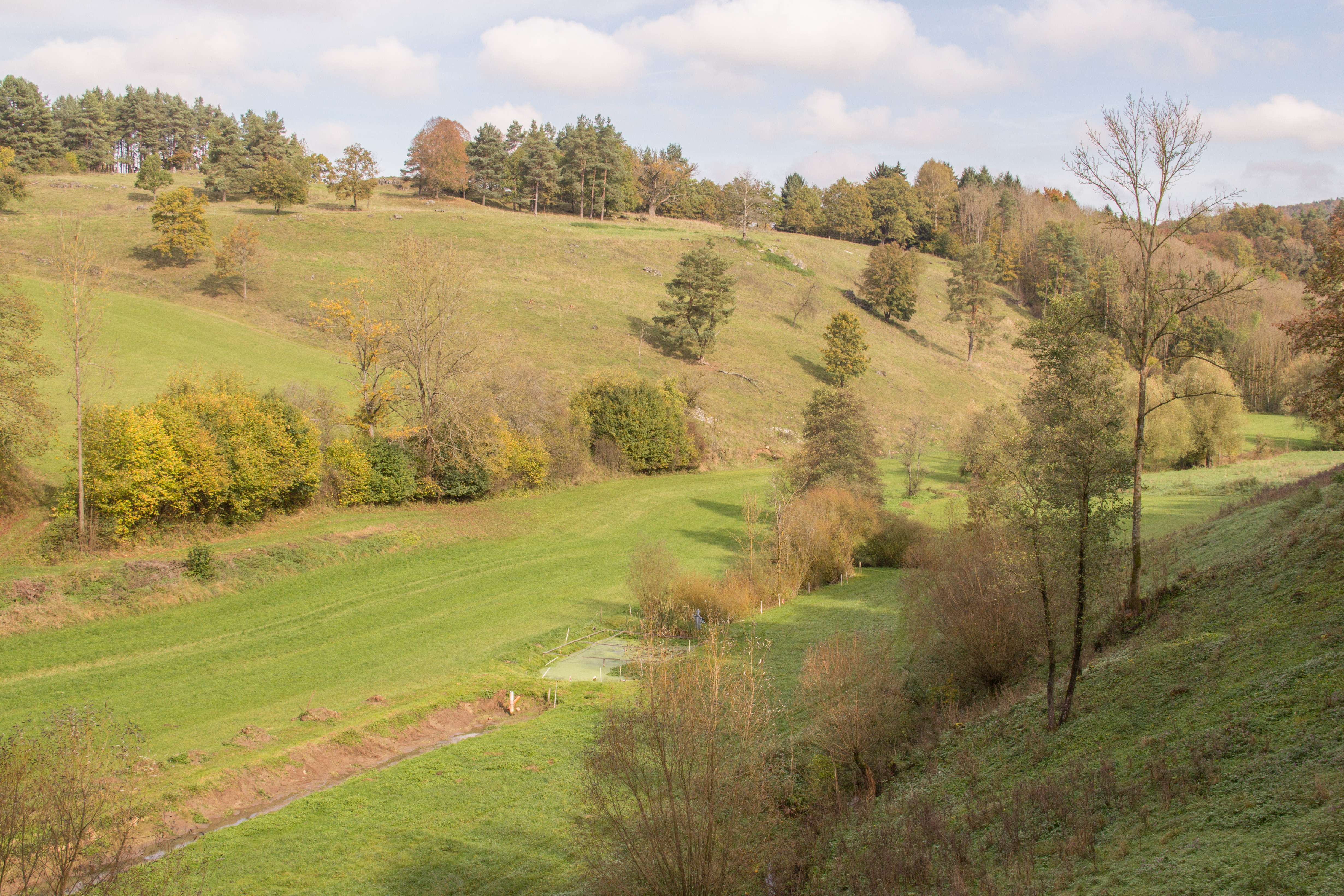
Trockenrasen im Todsfelder Tal
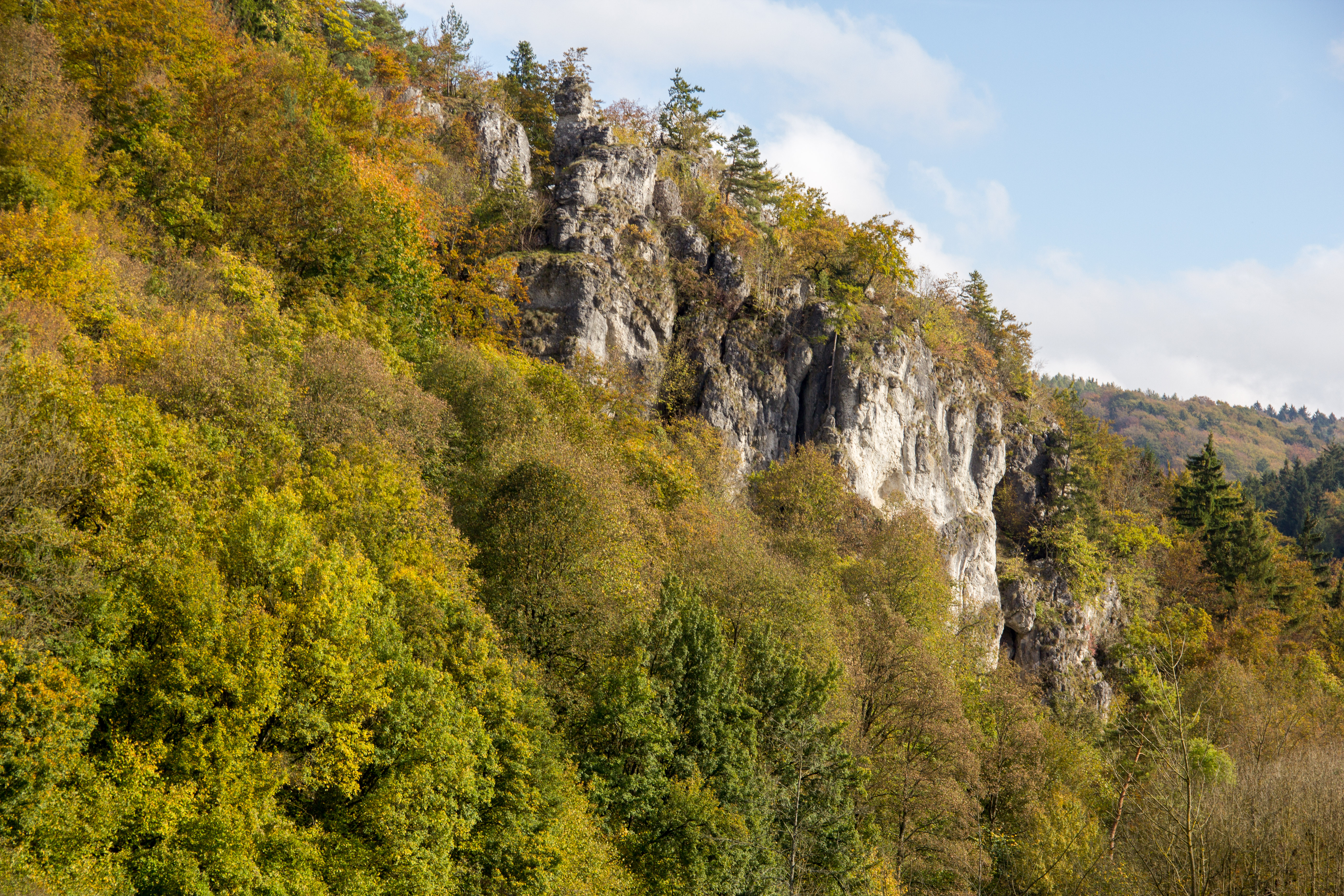
Die "Brüchige Wand" beim Kugelspiel
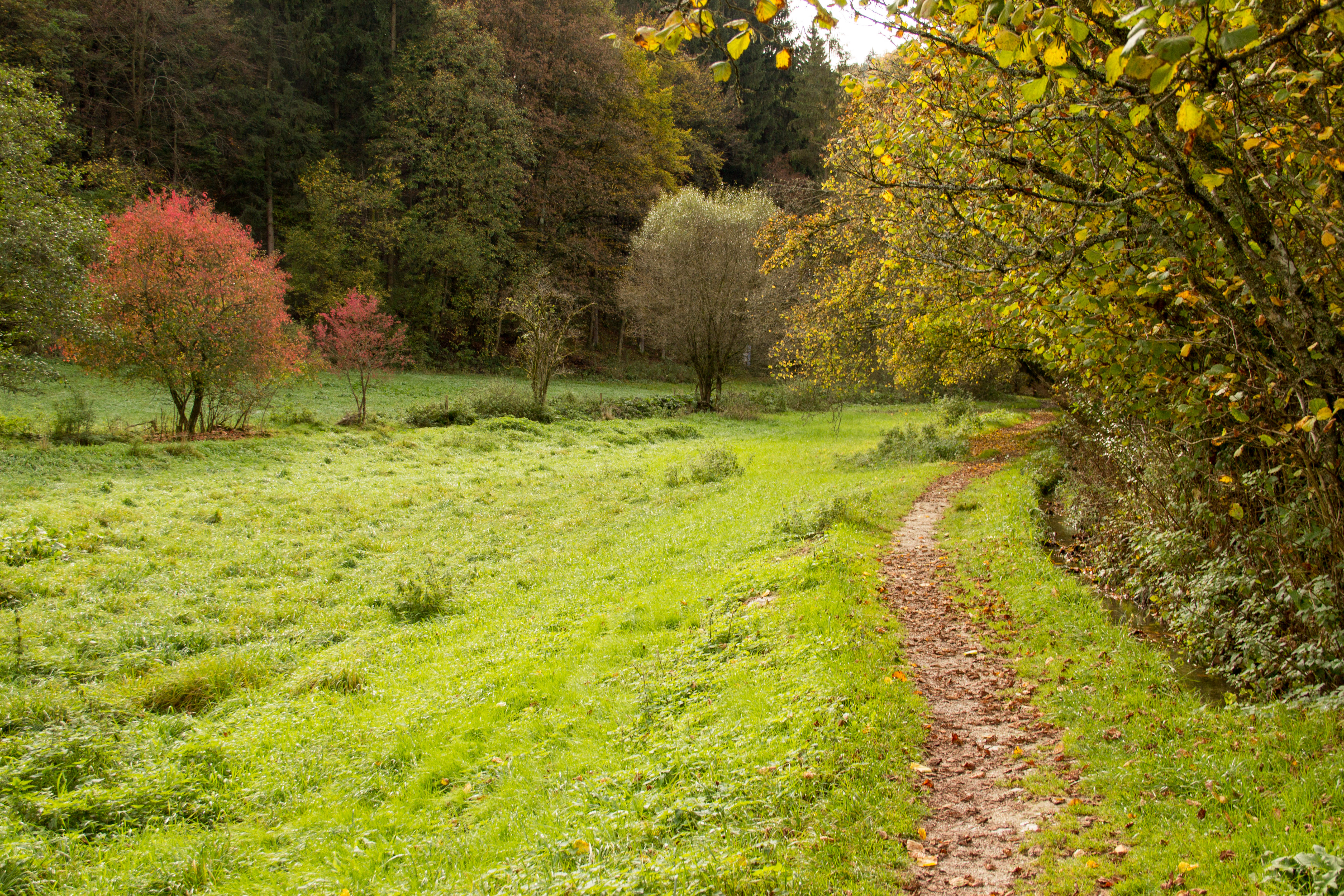
Der Ausläufer des Tals
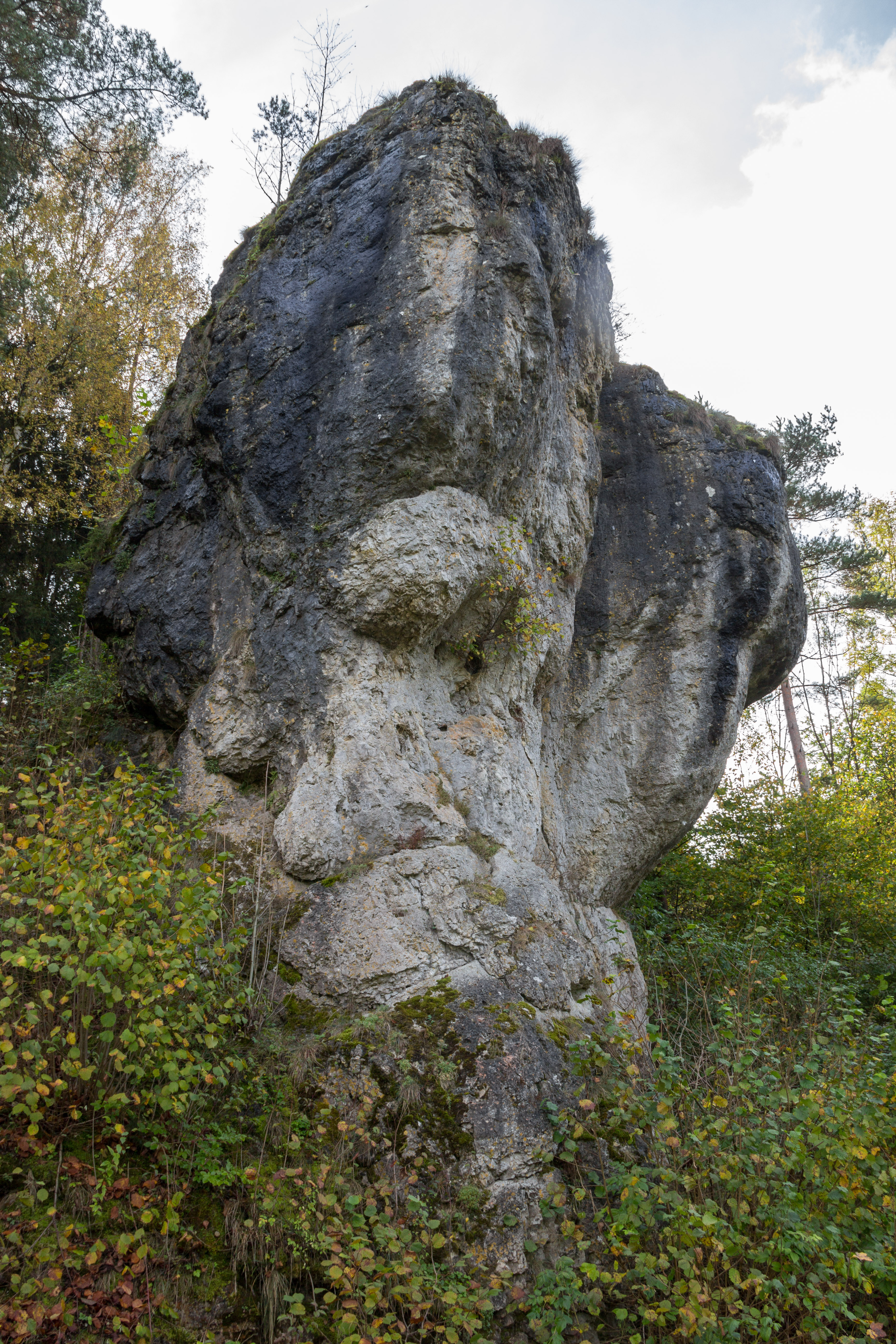
Der Heidenstein
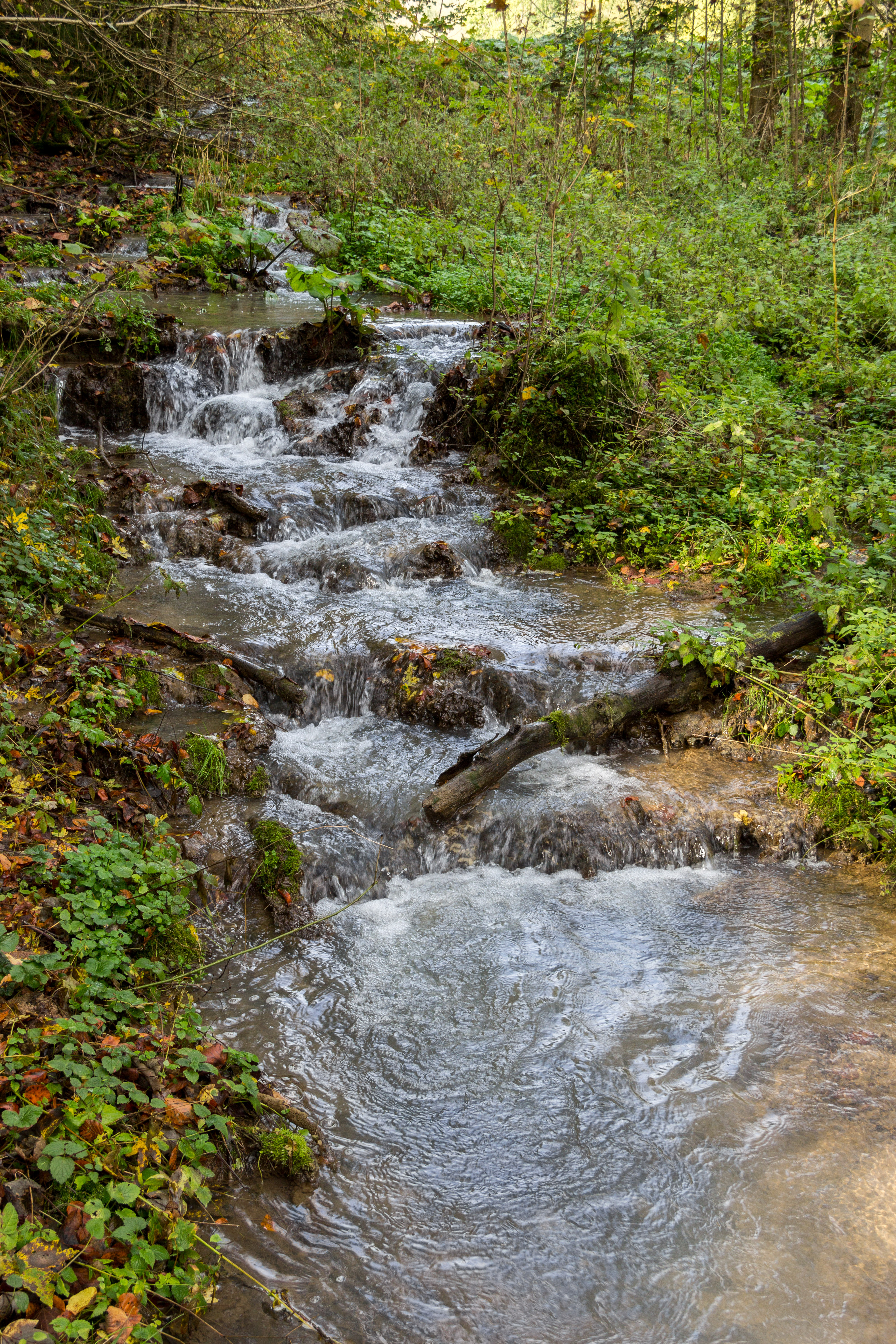
Sinterterrassen